# 1534
1534 (MDXXXIV) je bilo navadno leto, ki se je po julijanskem koledarju začelo na četrtek.

## Dogodki
- Henrik VIII. postane vodja anglikanske cerkve.
- Sveti Ignacij Lojolski ustanovi verski red jezuitov (Družba Jezusova)
- Sulejman I. Veličastni zavzame Bagdad
- Martin Luther prevede biblijo v nemščino.

## Rojstva
- Izak Lurija, otomanski judovski mistik, rabin, teolog († 1572)

## Smrti
- Čaitanja Mahaprabhu, indijski reformator hinduizma in mistik (* 1468)